# Xingang, Shanwei
Xingang (kinesiska: 新港) är ett stadsdelsdistrikt i sydöstra Kina. Det ligger i stadsdistriktet Chengqu i staden Shanwei i provinsen Guangdong, omkring 220 kilometer öster om provinshuvudstaden Guangzhou.